# McWay Falls
McWay Falls er et 24 meter højt vandfald i Julia Pfeiffer Burns State Park i Californien, USA, som flyder hele året rundt. Vandfaldet er ét af to vandfald i området, der falder direkte i havet under højvande, det andet er  Alamere Falls. Kilden til vandfadet er McWay Creek, og det er én af de få vandfald i verden, som falder direkte i havet. Oprindeligt faldt vandfaldet direkte i Stillehavet, men efter en brand i 1983, og jordskred i 1985 ændrede McWay Coves topografi, falder vandfaldet ned på en utilgængelig strand, der oversvømmes under højvande.
McWay Falls kan ses i musikvideoen til I Need a Doctor af Dr. Dre.